# 학교법인 세림학원
학교법인 세림학원은 대한민국의 사립 학교법인이었다. 1996년 7월 31일 학교법인이 설립되었으며, 이듬해 성화대학을 설립하였다. 2012년 성화대학이 교육부에 의해 폐교 되면서 해산되었다.

## 연혁
- 1996년 7월 31일: 학교법인 세림학원 설립
- 1997년 1월 31일: 성화대학 설립
- 2012년 2월 29일: 성화대학 폐교와 함께 법인 해산

## 구성
성화대학은 전라남도 강진군과 진도군에 있던 전문대학이다. 2012년 교육부의 명령으로 폐교되었다.